# Charles-Antoine Flajoulot
Charles-Antoine Flajoulot (* 1774 in Besançon; † 15. September 1840 ebenda) war ein französischer Maler.

## Leben
Flajoulot studierte wahrscheinlich bei Jacques-Louis David. Er war Direktor der École des Beaux-Arts de Besançon und unterrichtete zudem Zeichnung am Collège Royal de Besançon, wo der junge Gustave Courbet sowie Louis Pasteur zu seinen Schülern zählten. In einem Brief an seine Eltern erwähnt Gustave Courbet Flajoulot als „bon professeur“ („guten Lehrer“).
Paul Brune charakterisierte Flajoulot als einen „excentrique qui se proclamait le roi du dessin“ („Exzentriker, der sich für einen Meisterzeichner hielt“).

## Bildnisse
- Besançon, Musée des Beaux-arts et d’archéologie, Porträt Charles-Antoine Flajoulot von Édouard Baille (ein Porträt von der Hand Edouard Bailles ist im Musée Gustave Courbet in Ornans ausgestellt)
- Friedhof von Besançon, Médaillon von Jean-Paul-Paschal Franceschi

## Werke
Paul Brune führt auf:
In Kirchen
- Besançon, Kapelle des Asile départemental du Doubs, Saint Jean l’Aumônier distribuant son bien aux pauvres
- Delain, Haute-Saône, La Conception de la Vierge, 1831
- Franois, Doubs, La Nativité, Kopie nach Annibale Carracci; Saint Isidore, 1830

In Museen
- Besançon, Saint Jean l’Aumônier, Skizze zum Gemälde im Asile du Doubs; Persée venant de délivrer Andromède, se lave les mains dans une fontaine, Kopie nach Jean-Baptiste Regnault